# 推饶木诺尔
推饶木诺尔是一个位于中国内蒙古自治区锡林郭勒盟的湖泊，面积约为1.05平方千米，属于蒙新高原区。它的一级流域为内流区诸河，二级流域为内蒙古内流区。